# Oligonychus imberbei
Oligonychus imberbei är en spindeldjursart som beskrevs av Meyer 1974. Oligonychus imberbei ingår i släktet Oligonychus och familjen Tetranychidae. Inga underarter finns listade i Catalogue of Life.